# Didier Astruc

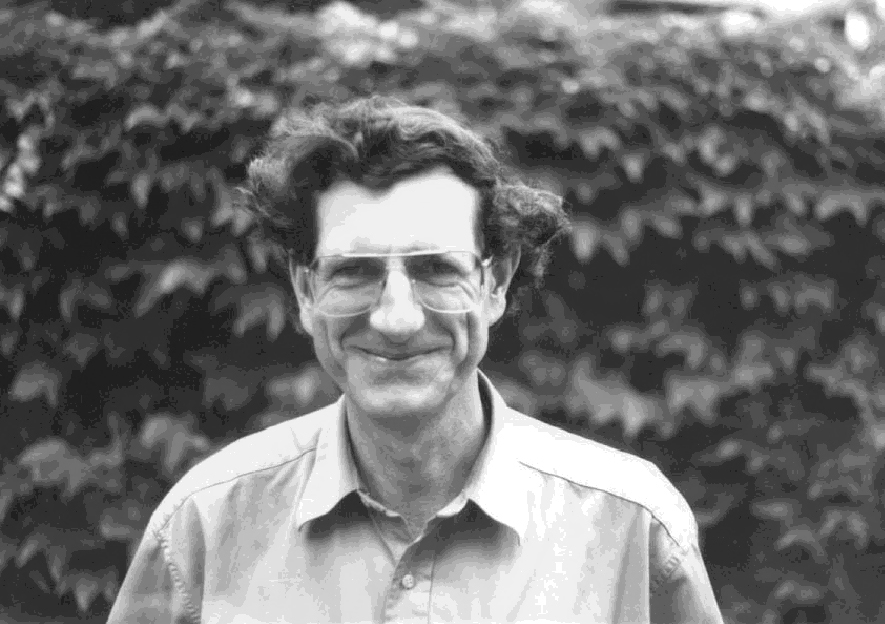
Didier Astruc (2015)

Didier Astruc (* 9. Juni 1946 in Versailles, Frankreich) ist ein französischer Chemiker und Professor für Katalyse und Nanowissenschaften an der Universität Bordeaux.

## Leben und Werk
Astruc studierte Chemie an der Universität Rennes, wo er im Arbeitskreis von René Dabard promoviert wurde. Es folgte ein Post-Doc-Aufenthalt am Massachusetts Institute of Technology bei Richard R. Schrock. Er nahm danach einen Ruf an die Universität Bordeaux an, wo er mit dem Schwerpunkt Katalyse und Nanotechnologie forscht und lehrt. Astruc wurde unter anderem durch seine Arbeiten an Electron-Reservoir-Komplexen bekannt.

## Auszeichnungen und Mitgliedschaften
- 1988: Gay-Lussac-Humboldt-Preis
- 2006: Mitglied der Deutschen Akademie der Naturforscher Leopoldina[3]
- 2006: Mitglied der Academia Europaea[4]
- 2010: Mitglied der Europäischen Akademie der Wissenschaften und Künste